# Павлюков, Константин Григорьевич
Константи́н Григо́рьевич Павлюко́в (2 августа 1963 — 21 января 1987) — советский военный лётчик, Военный лётчик 2-го класса, старший лейтенант. Герой Советского Союза (1987).

## Биография
Родился 2 августа 1963 года в Барнауле Алтайского края. Русский.
После окончания средней школы в 1980 году поступил в Барнаульское высшее военное авиационное училище лётчиков. В училище летал на Л-29 в 44-м учебном авиационном полку в посёлке Калманка и МиГ-21 в городе Камень-на-Оби в 96-м учебном авиационном полку. По окончании училища в 1984 году направлен для дальнейшего прохождения службы в 368-й отдельный штурмовой авиационный полк (Прикарпатский военный округ). Освоил новый самолёт — Су-25.
В октябре 1986 года в составе полка прибыл на замену в 378-й отдельный штурмовой авиационный полк, базирующийся на аэродроме Баграм (Афганистан) в составе контингента советских войск в Афганистане. Принимал участие во всех проводимых операциях по уничтожению бандформирований и объектов мятежников в населенных пунктах: Кандагар, Чирикар, Хост, Джелалабад, Кабул, Газни, Асадабад, Герат, Ургун; ущельях Панджшер, Алихейль, Марульгад. Выполнил около 89 боевых вылетов, в ходе которых уничтожил 7 ДШК, 4 ЗГУ, 6 расчетов безоткатных орудий, 3 ПЗРК, 4 склада с оружием и боеприпасами, 17 автомашин и до 120 человек живой силы.
Во время выполнения боевого задания по прикрытию транспортного самолёта Ил-76 от атак с земли 21 января 1987 года Павлюков совершил взлёт без отстрела тепловых ловушек над опасной зоной и был сбит в районе населенного пункта Чирикар, лётчик катапультировался. 
Как свидетельствуют очевидцы, когда лётчик находился в воздухе при спуске на парашюте, моджахеды стреляли в него из автоматического оружия и несколько раз ранили в плечо, ноги и живот. При приземлении парашют Павлюкова зацепился за скалы. Из-за ранений лётчик не сумел воспользоваться сигнальным патроном и долго не мог освободиться от подвесной системы парашюта, но сумел извлечь оружие (автомат с пятью магазинами, пистолет и две ручные гранаты). Павлюков несколько часов (или 30-40 минут, см. свидетельство ниже) вёл неравный бой, отстреливаясь до последнего патрона. Когда закончились патроны, бросил первую гранату (взрывом которой были убиты два моджахеда). Дождавшись приближения нескольких противников, Павлюков подорвал себя и окруживших его душманов второй гранатой.
Указом Президиума Верховного Совета СССР от 28 сентября 1987 года старшему лейтенанту Павлюкову присвоено звание Героя Советского Союза (посмертно).
Похоронен в Барнауле на Власихинском кладбище.

## Последний бой
Подробности боя стали известны благодаря афганскому разведчику, внедрённому в душманскую банду:

Когда ракета «Стингер» поразила шедший вторым штурмовик, — писал Ахмад в своем донесении, — мы бросились туда, где должен был приземлиться парашютист, — к окраине кишлака Абдибай. Ещё издали увидели: лётчику не повезло. У самой земли он зацепился парашютом за высокое дерево и повис на стропах. Думаю, что был ранен, так как по нему, пока он снижался, стреляли из разных мест кишлака.
Пока летчика окружали, он успел освободиться от подвесной системы и опуститься на землю. Залёг в углублении за высоким карагачом. Душманы нашей банды открыли было по нему огонь, но сразу последовали его ответные автоматные очереди. Фатах остановил стрельбу и приказал взять советского офицера живым, напомнив, что в Пакистане за живого заплатят больше. Однако лётчик, как видно, не был намерен сдаваться и без колебаний вступил в неравный бой.
Прошло минуты три. «Бросай оружие, шурави, выползай!» — приказал ему главарь банды через переводчика, подобравшегося с группой бандитов на несколько метров к карагачу. В ответ летчик выставил кулак с гранатой и, хотя было далековато, с размаха метнул её. Осколками было ранено несколько человек. Когда попытались перебежками подобраться к нему поближе, он вновь открыл огонь из автомата. Стрелял экономно, короткими очередями. Видимо, берёг патроны. Скоро в небе появились самолёты и вертолёты. Увидев их, Фатах забеспокоился. Сначала хотел отойти в кишлак, спрятаться, потом передумал, приказал скорее кончать с лётчиком. По советскому офицеру били не только из винтовок и автоматов, но даже из гранатомёта. Он был уже весь изранен, по-моему, у него не действовала одна рука, однако он продолжал отстреливаться.
Перестрелка длилась в общей сложности около 30-40 минут. Потом у советского лётчика, как мы поняли, кончились патроны. По приказу Фатаха к нему устремилась группа захвата. Раздался взрыв ещё одной гранаты. Трое душманов остались лежать на земле, остальные быстро вернулись в укрытие за дувал. После этого, пожалуй, с десяток минут никто из банды не решался рисковать. А лётчик лежал уже, кажется, без признаков жизни. Фатах, выхватив кинжал, с несколькими телохранителями наконец сам двинулся вперёд. Когда приблизились к нему вплотную, советский офицер повернулся лицом вверх, отпустил, как я понял, предохранительную скобу гранаты. Прогремел взрыв…

## Память
- Похоронен на Аллее Героев Власихинского кладбища Барнаула.
- Приказом Министра обороны СССР от 21 января 1987 года навечно занесен в списки Барнаульского высшего военного авиационного училища лётчиков (в 1999 году расформировано).
- На территории Барнаульского высшего военного авиационного училища лётчиков установлен бюст К. Г. Павлюкова.
- Имя К. Г. Павлюкова присвоено школе в Барнауле, в которой он учился.
- Имя К. Г. Павлюкова 25 февраля 1992 года присвоено также Барнаульской школе-интернату с первоначальной лётной подготовкой (Барнаульская общеобразовательная школа-интернат с первоначальной лётной подготовкой имени Героя Советского Союза К. Г. Павлюкова).
- Увековечен на мемориале памяти воинов, погибших в локальных войнах, в посёлке Южный Барнаула.
- В 1988 году Почта СССР выпустила конверт «Герой Советского Союза К. Г. Павлюков»[6].
- Мемориал на базе Баграм.